# Jerzy Albert (wojskowy)
Jerzy Franciszek Albert (ur. 28 maja 1916 w Zagórzu, zm. 1940 w ZSRR) – podporucznik piechoty Wojska Polskiego, ofiara zbrodni katyńskiej.

## Życiorys

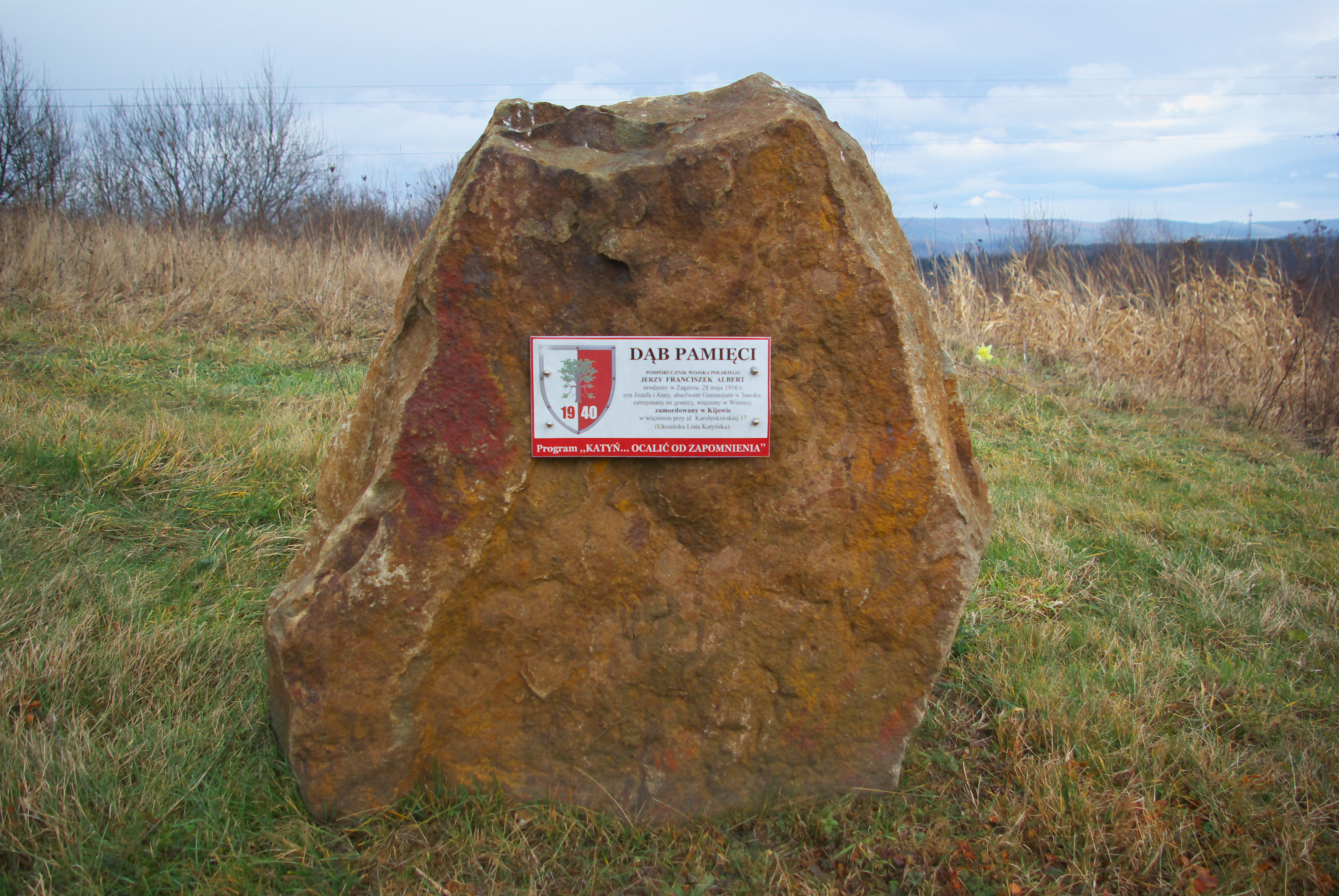
Kamień pamiątkowy przy Dębie Pamięci honorującym Jerzego Alberta w Zagórzu

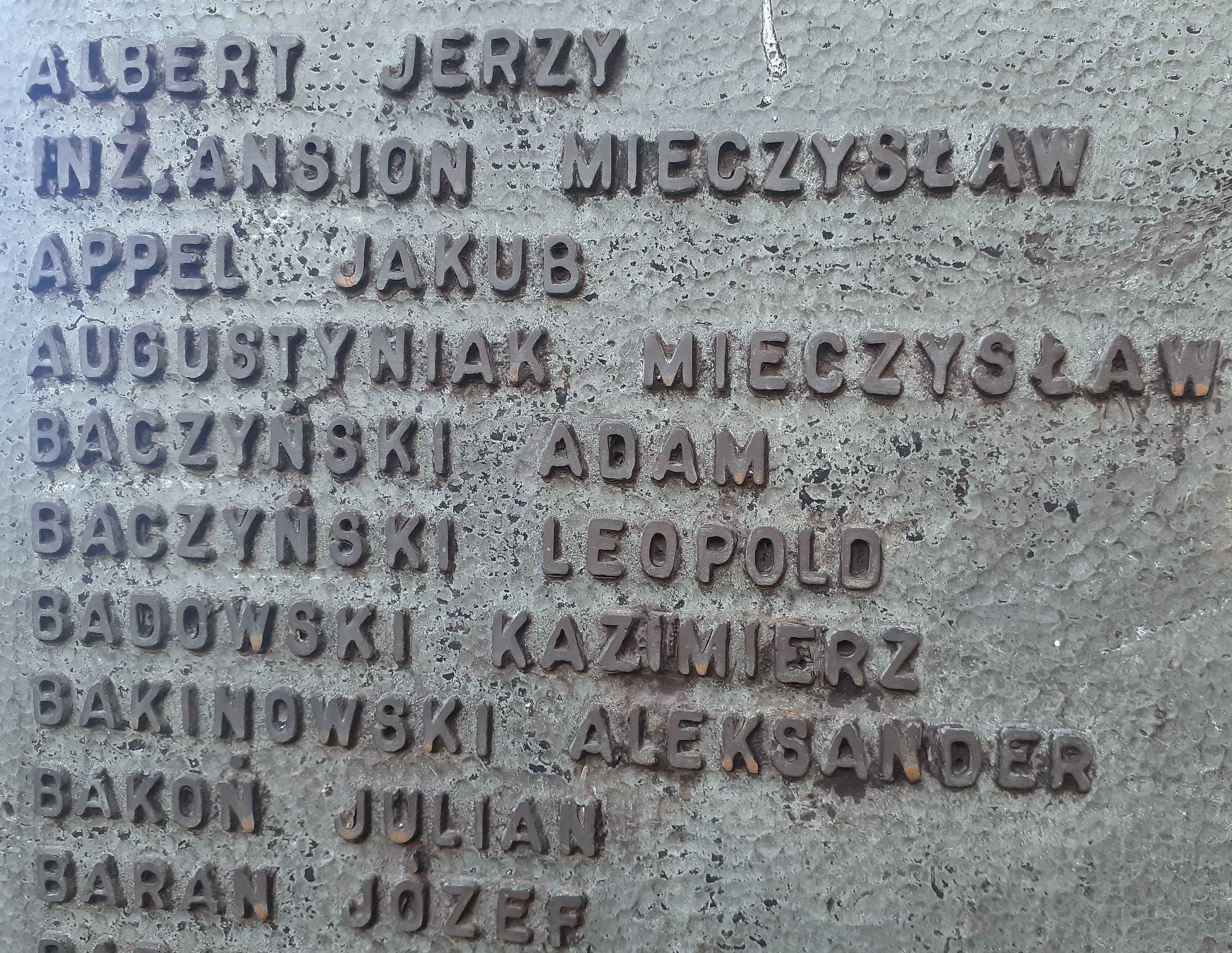
Upamiętnienie na Mauzoleum w Sanoku

Urodził się w Zagórzu jako syn Józefa (1886–1945, urzędnik kolejowy, działacz Polskiego Towarzystwa Gimnastycznego „Sokół” w Zagórzu) i Anny z domu Seitz (1888–1961). Ukończył Szkołę Powszechną im. św. Kazimierza w Zagórzu. W 1936 zdał egzamin dojrzałości w Państwowym Gimnazjum im. Królowej Zofii w Sanoku (w jego klasie byli m.in. Zbigniew Jara, Marian Killar, Stanisław Koń). Do 1937 kształcił się na Wydziale Prawa Uniwersytetu Jana Kazimierza we Lwowie.
Od 1937 do 1938 odbył Dywizyjny Kurs Podchorążych Rezerwy 22 Dywizji Piechoty przy 5 Pułku Strzelców Podhalańskich (II RP). Podjął służbę zawodową i trafił do Szkoły Podchorążych Piechoty w Ostrowi Mazowieckiej. Od lipca 1939 jako plutonowy podchorąży kończył praktykę w 39 Pułku Piechoty Strzelców Lwowskich w Jarosławiu.
Po wybuchu II wojny światowej skierowany do Ośrodka Zapasowego 24 Dywizji Piechoty. 13 września 1939 mianowany podporucznikiem piechoty ze starszeństwem z dniem 1 września 1939. Podczas kampanii wrześniowej wzięty do niewoli przez Niemców zbiegł pod koniec tego samego miesiąca. Po napaści ZSRR na Polskę we wrześniu 1939, w Siankach aresztowany przez Sowietów około 18 listopada podczas przekraczania granicy z Węgrami, dokąd wyruszył 15 listopada. Więziony w Skolem, a potem w Winnicy. Zamordowany w więzieniu NKWD w Kijowie przy ul. Karolenkiwskiej 17 w 1940. Jego nazwisko wymienia tzw. Ukraińska Lista Katyńska. Został pochowany na otwartym w 2012 Polskim Cmentarzu Wojennym w Kijowie-Bykowni.

## Upamiętnienie
Podczas „Jubileuszowego Zjazdu Koleżeńskiego b. Wychowanków Gimnazjum Męskiego w Sanoku w 70-lecie pierwszej Matury” 21 czerwca 1958 jego nazwisko zostało wymienione w apelu poległych w obronie Ojczyzny w latach 1939-1945 oraz na ustanowionej w budynku gimnazjum tablicy pamiątkowej poświęconej poległym i pomordowanym absolwentom gimnazjum (wskazany w gronie poległych w walkach 1939 r..
W 1962 Jerzy Albert został upamiętniony wśród innych osób wymienionych na jednej z tablic Mauzoleum Ofiar II Wojny Światowej na obecnym Cmentarzu Centralnym w Sanoku.
27 kwietnia 2010 w Zagórzu z inicjatywy ks. Eugeniusza Dryniaka odbyła się uroczystość zasadzenia dębów pamięci koło Krzyża Milenijnego na wzgórzu nad miastem. W ten sposób uhonorowano trzech zagórzan zamordowanych na Wschodzie. Byli to: pułk. Wawrzyniec Łobaczewski, ppor. Jerzy Franciszek Albert oraz ppor. Zbigniew Wyskiel.